# 有人島
有人島（ゆうじんとう）は、定住者のいる島のこと。対義語は無人島。

## 概要
世界一小さい有人島はアメリカ合衆国、ニューヨーク州のジャスト・ルーム・イナフ島(310m2)である。

### アイスランド
アイスランド本島を除くとアイスランド国内にある有人島の数は6島。それに対して無人島は何千もある。本島を除いて、アイスランドで最も多くの人口を持つのはヘイマエイ島である。

### 日本
北海道・本州・四国・九州・沖縄本島を除くと日本国内にある有人島の数は421島。それに対して無人島は6431島である。日本で最も多くの人口を持つのは淡路島である。